# 拟斑蛾科
拟斑蛾科（学名：Lacturidae）为鳞翅目的一个科。此科的模式属为拟斑蛾属(Lactura)。

## 下级分类
- Anticrates
- Gymnogramma
- 拟斑蛾属 Lactura Walker, 1854